# Frontiniella apache
Frontiniella apache är en tvåvingeart som beskrevs av O'hara 1993. Frontiniella apache ingår i släktet Frontiniella och familjen parasitflugor.
Artens utbredningsområde är Arizona. Inga underarter finns listade i Catalogue of Life.